# Nordstrand (Erfurt)
Der Nordstrand bezeichnet einen Freizeit- und Erholungspark in der Landschaft der Erfurter Seen. Den Kern bildet eine geflutete Kiesgrube. Der Park wird seit 1972 als Freizeit- und Erholungspark genutzt. Die Gesamtfläche beträgt 35 ha, davon entfallen etwa 16 ha auf die Wasserfläche und 19 ha auf die Landfläche.
Der See liegt in der Nähe des Stadtgebietes Erfurt im Stadtteil Johannesvorstadt südlich einer Kette aus ehemaligen Kiesgruben um den Alperstedter See, die mit einem regionalen Entwicklungskonzept zur Renaturierung zu einer Wasserlandschaft ausgebaut werden sollen.
Am See selbst befindet sich eine Wasserski-Anlage, ein Badestrand, eine Tauchschule, Beachvolleyballfelder, Beachsoccerplätze sowie ein Naturlehrpfad und naturbelassene Ruhezonen.